# 和水町立春富小学校

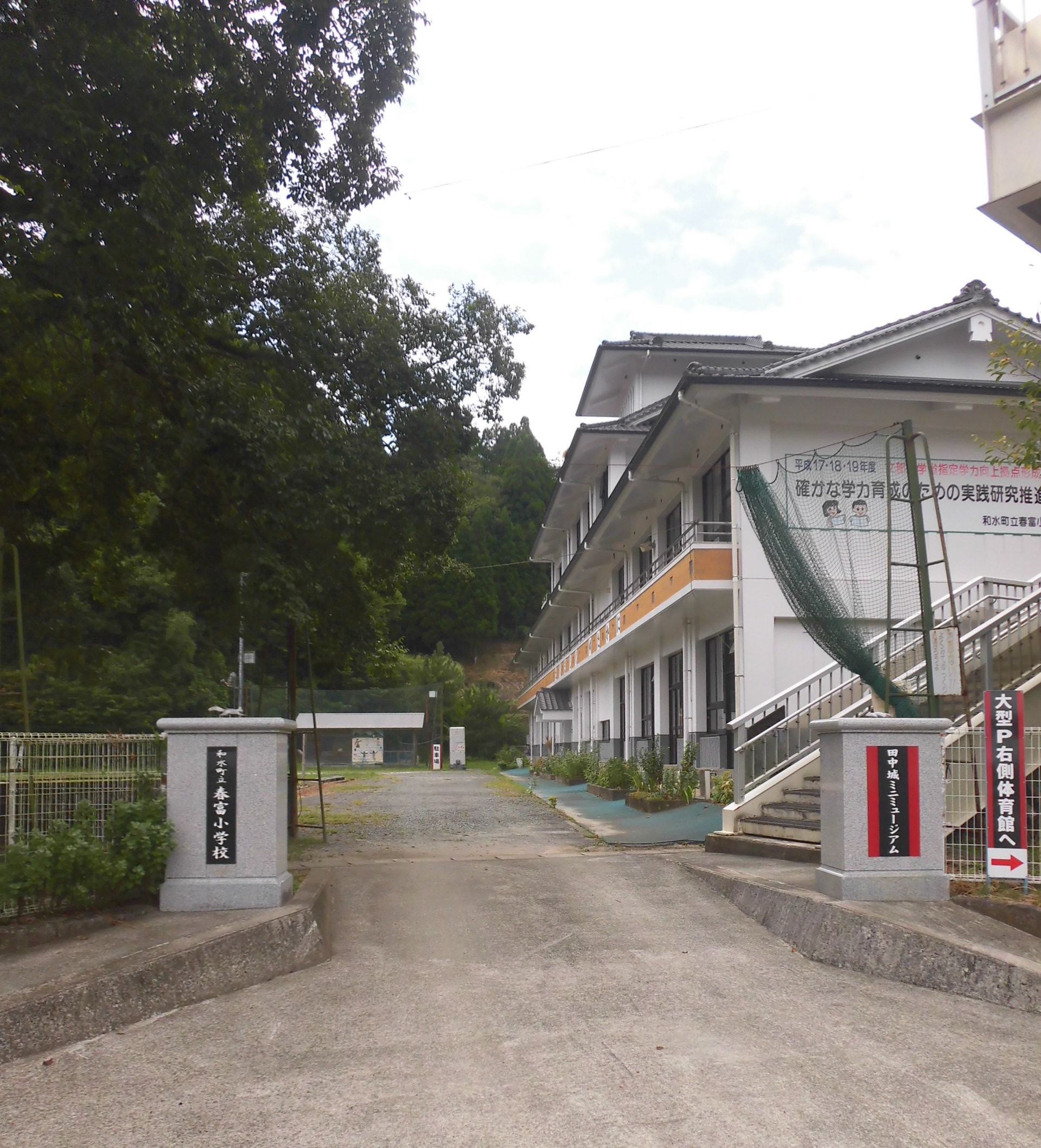
旧正門

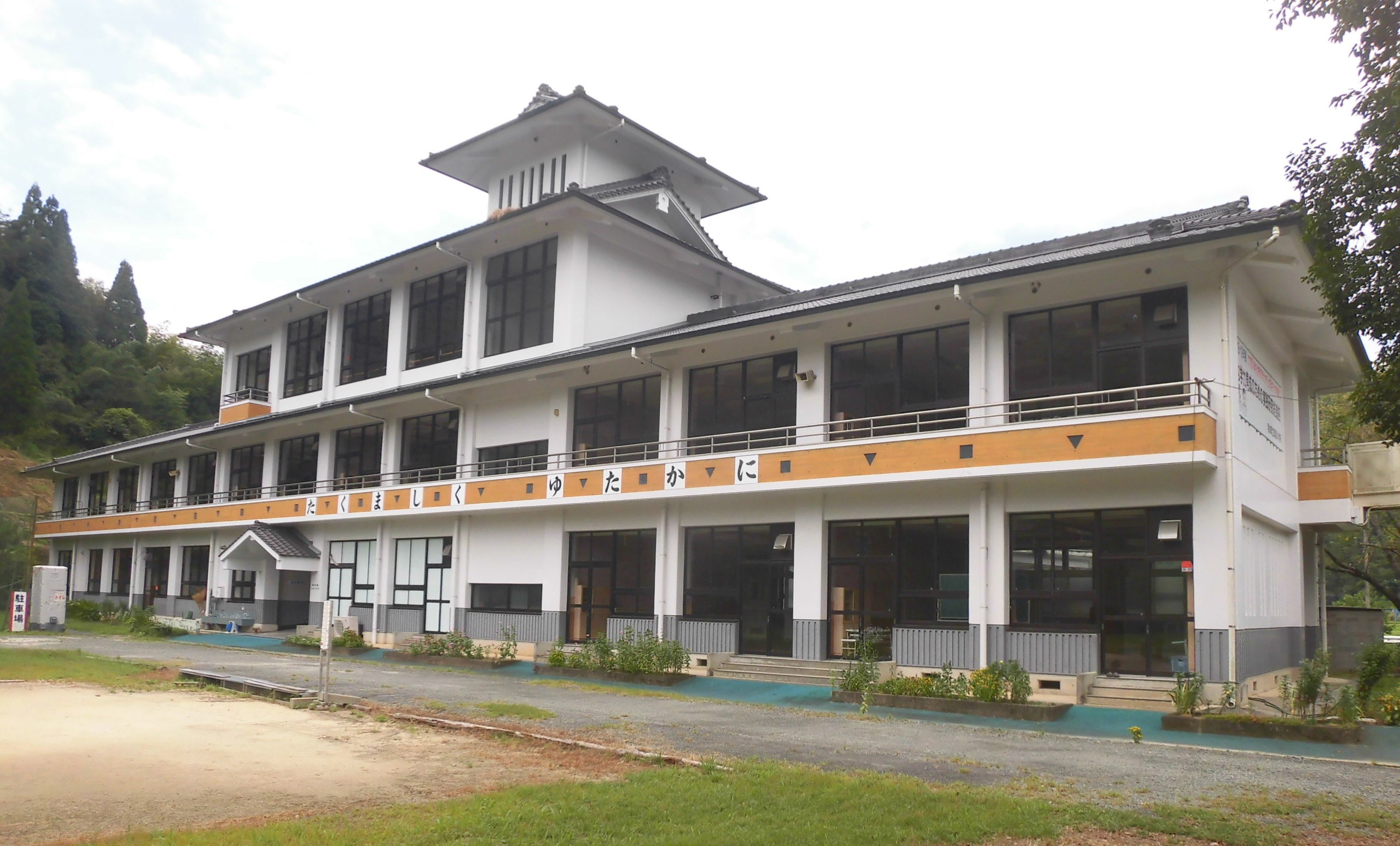
旧校舎

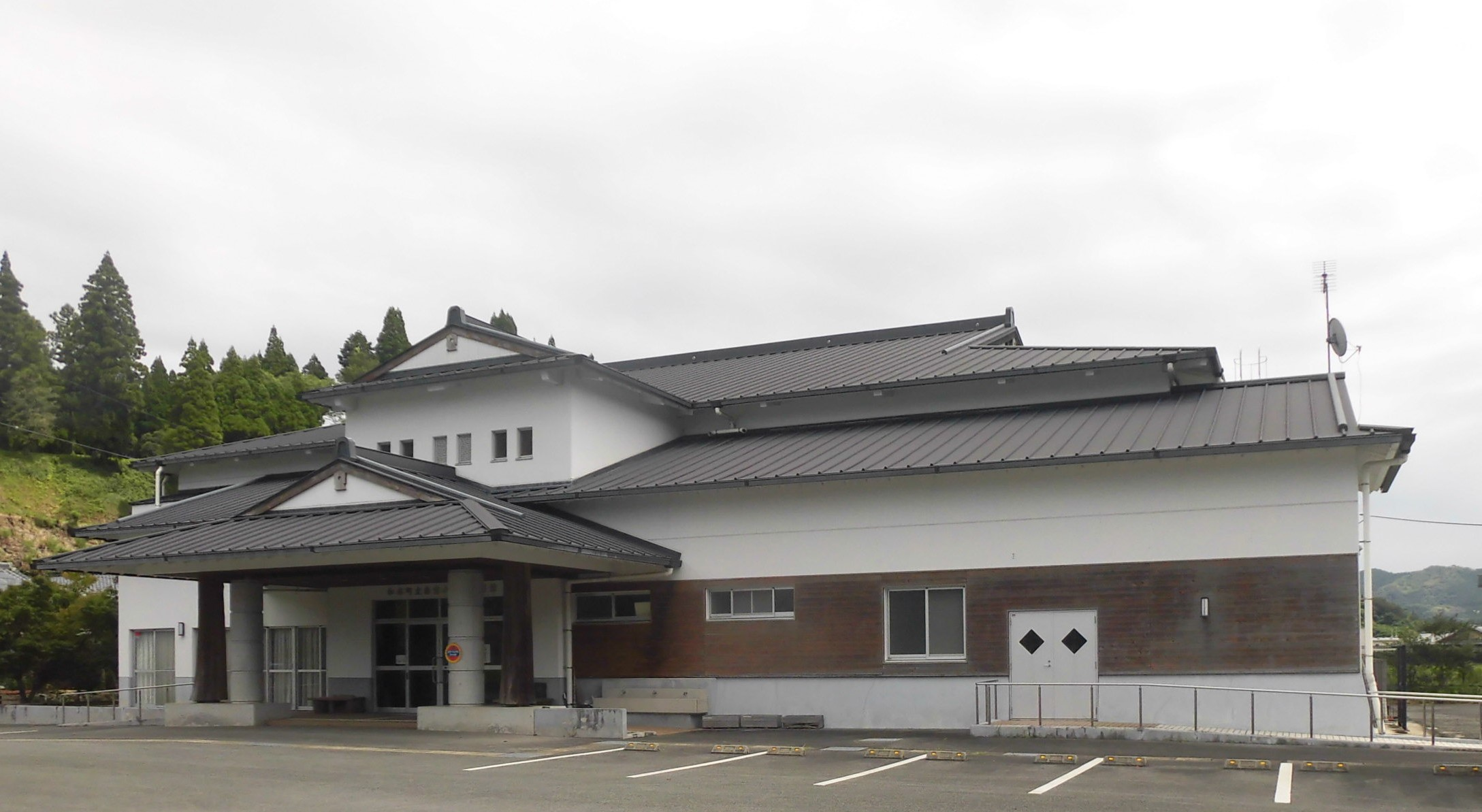
旧体育館（現・おもさん館）

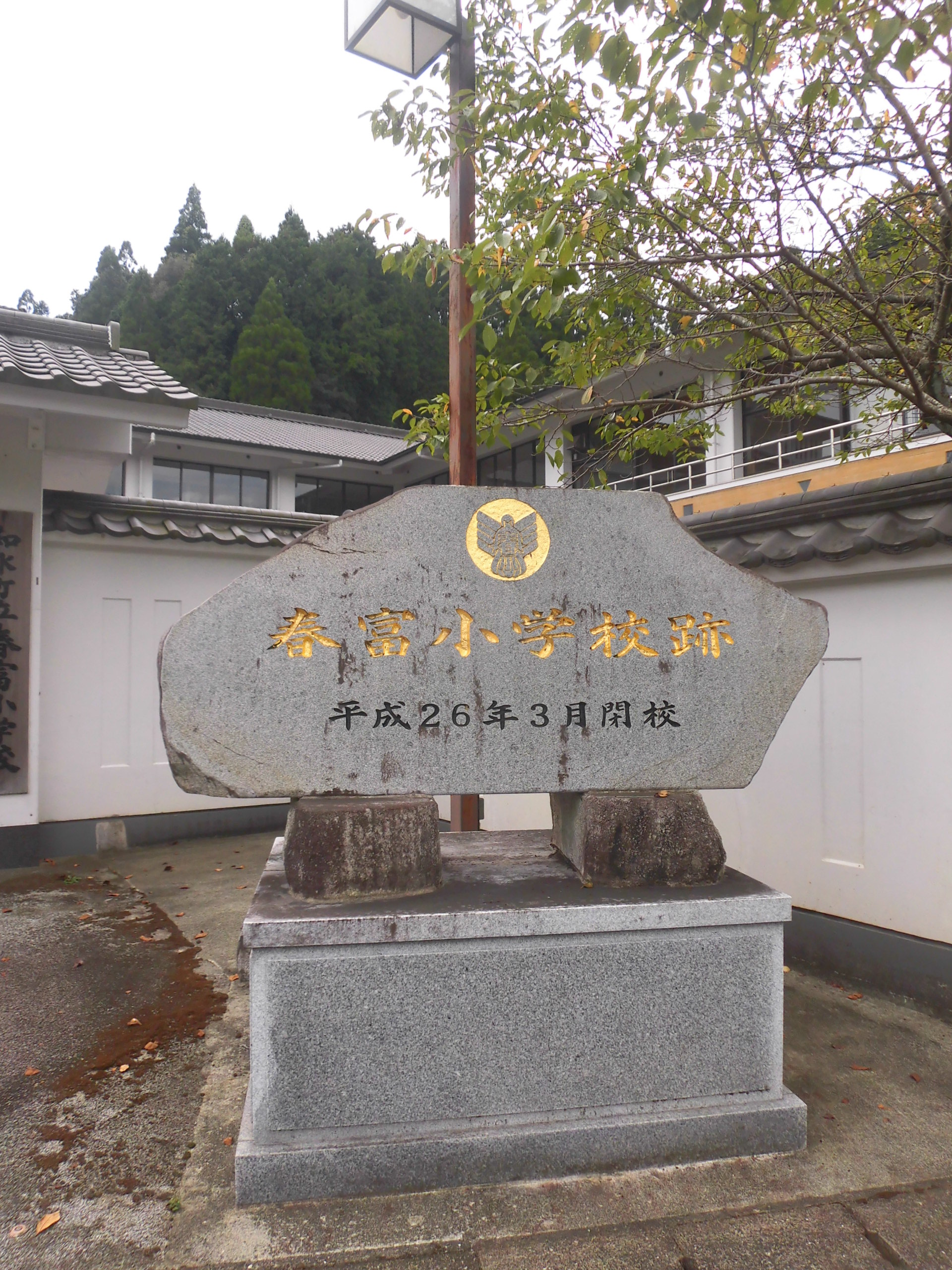
閉校記念碑

和水町立春富小学校（なごみちょうりつはるどみしょうがっこう）は、かつて熊本県玉名郡和水町和仁（わに）にあった公立の小学校。
2014年（平成26年）3月末をもって閉校し、和水町立三加和小学校に統合された。

## 概要
歴史
1876年（明治9年）創立。1914年（大正3年）の統合により「春富尋常高等小学校」となった。数回の改編・改称を経て、現校名となったのは2006年（平成18年）。創立138年（統合100年）を迎えた2014年（平成26年）3月末をもって閉校となった。
校訓
「たくましく、ゆたかに」
校章
中央に「春小」の文字（縦書き）を配している。
校歌
作詞は金栗堅、作曲は出田憲二による。歌詞は3番まであり、各番の歌詞中に校名の「春富小学校」が登場する。

## 沿革
前史
- 1876年（明治9年） -「吉地小学校」および「和仁支校」が創立。
- 1899年（明治22年）4月1日 - 町村制施行により、玉名郡6村（西吉地、上和仁、中林、東吉地、中和仁、和仁）が合併の上、「春富村」が発足。
- 1892年（明治25年）- 「吉地尋常小学校」とよび「和仁分校」に改称。
- 1894年（明治27年）- 和仁分校が独立の上、「和仁尋常小学校」となる。
- 1905年（明治38年） 
  - 吉地尋常小学校が高等科を併置の上、「吉地尋常高等小学校」に改称。
  - 和仁尋常小学校が高等科を併置の上、「和仁尋常高等小学校」に改称。

統合
- 1914年（大正3年） - 尋常高等小学校2校（吉地・和仁）が統合の上、「春富尋常高等小学校」となる。
- 1941年（昭和16年）4月1日 - 国民学校令施行により、「春富村春富国民学校」と改称。尋常科を初等科に改める。
- 1947年（昭和22年）4月1日 - 学制改革により、新制小学校「春富村立春富小学校」と改称。
- 1955年（昭和30年）4月1日 - 3村（緑・神尾・春富）合併により、「三加和村立春富小学校」と改称。
- 1968年（昭和43年）11月1日 - 町制施行により、「三加和町立春富小学校」と改称。
- 2006年（平成18年）3月1日 - 「和水町立春富小学校」（最終名）に改称。
- 2014年（平成26年）
  - 3月31日 - 3校1分校（緑小・十町分校・神尾小・春富小）の統合により閉校[1]。
  - 4月1日 - 和水町立三加和小学校が新設される。

跡地の活用
- 校舎の一部「なごみエンターテイメントアカデミー」として利用されていたが、2025年（令和7年）時点では休業している。
- また、校舎の一部は「田中城ミニミュージアム[2]」となっている。

## 著名な出身者
- 金栗四三（マラソン選手、学校教員）- 吉地尋常小学校の出身[3]

## 交通アクセス
最寄りの幹線道路
- 熊本県道・福岡県道4号玉名八女線
- 熊本県道195号和仁山鹿線

## 周辺
- おもさん館（旧・春富小学校体育館）
- 歴史と文化のふれあい広場・田中城跡地 和仁三兄弟
- 春富保育園
- 三加和郵便局
- JAたまな春富選果場・北部集荷センター